# Alt Ubangui
L'Alt Ubangui fou un territori (formalment "regió") del Congo Francès creat el 9 de desembre de 1891 a la regió al nord del riu Ubangui que havia estat assignada a França. El 1894 fou erigit en colònia separada (colònia de l'Alt Ubangui) retornant a la situació de territori (amb aquest nom) del Congo Francès el 10 de desembre de 1899, i altre cop al de colònia separada el 29 de desembre de 1903 però unida al cap d'algunes setmanes al territori de l'Alt Chari, creat dins del Congo Francès el 1900, formant conjuntament la colònia d'Ubangui-Chari

## Història
L'Estat Lliure del Congo havia anat ocupant posicions al Alt Ubangui (regió al nord de la part alta del riu Ubangui) i havia establert acords (protecció, aliança o fins i tot cessió del territori) dels sultans de la zona com Bangassou, Jabir, Zemio i Rafai (el de Mopoi en canvi era hostil).
El tractat de 9 d'abril de 1887 assignava a França els territoris al nord de l'Ubangi però el Congo l'estava violant. El 1892 Pierre Brazza va nomenar a Victor Liotard com a director de l'Alt Ubangui. Liotard amb una petita tropa amb senegalesos i algerians, va passar per la població anomenada Bangassou (residència del sulta Bangassou) de la qual va sortir el 16 de març de 1893 i va estar a punt d'enfrontar als belgues comandats pel belga Emile Mathieu; la lluita es va evitar in extremis. Bèlgica va buscar aliances amb Wadai, Dar al-Kuti i amb Rabah mentre els francesos enviaven reforços. Tota la regió dels rius Ubangui-Bomu (Oubangui-Mbomou) va estar disputada pel Congo entre 1892 i 1894. El 12 de maig de 1894 el rei Leopold aconseguia un contracte d'arrendament sobre Bahr al-Ghazal però l'acord fou anul·lat el 27 de juny sota pressió alemanya. El 14 d'agost de 1894 Leopold va renunciar a la zona al nord del riu Mbomou i va acceptar evacuar les seves posicions.

## Governants

### Delegat del Comissionat General
- 1890 - 1891 Paul Crampel

### Delegats del Comissionat General i Directors de l'Alt Ubangui
- 1891 - 1892 Edmond Ponel (Cap d'estació a càrrec de l'Alt Ubangui)
- 1892 – 1894 Victor Liotard

### Comandants Superiors
- 1894 Parfait-Louis Monteil (no va arribar a prendre possessió)
- 1894 - 1895 Eugène Louis Frédéric Decazes
- 1895 Leonce Ditte

### Comissionat del govern
- 1895 - 1897 Victor Liotard

### Governador
- 1897 - 1898 Victor Liotard

### Comandant delegat
- 1898 - 1899 Adolphe Louis Cureau

### Delegat del Comissionat-general
- 1899 X. Henry

### Cap de Província
- 1899 – 1900 Henri Bobichon
- 1900 - 1902 Lucien Emile Pierre Prins
- 1902 - 1903 Lucien Schneider
- 1903 - 1904 Desconegut